# Direktør
En direktør er den organisationsteoretiske betegnelse for den øverste daglige leder af en organisation.
I større organisationer ses det også, at der er flere direktører med en administrerende direktør i spidsen. Disse er typisk ledere for hver deres område som f.eks. regnskab, produktion, udvikling mm.
I aktieselskaber ansættes direktøren af selskabets bestyrelse. I andre private organisationer er det typisk bestyrelsen, der ansætter en eventuel direktør, men kompetencen kan også ligge hos organisationen ved en generalforsamling eller repræsentantskabsforsamling.
| Ledelse | Spire Denne artikel om ledelse i teori eller praksis er en spire som bør udbygges. Du er velkommen til at hjælpe Wikipedia ved at udvide den. |